# معايرة يودية
المعايرة اليودية هي طريقة معايرة في الكيمياء التحليلية تعتمد على مبدأ معايرة أكسدة-اختزال لعنصر اليود، حيث يستدل على تمام المعايرة لونياً.
تستخدم المعايرة اليودية من أجل تحديد تركيز المواد المؤكسدة مثل قياس تشبع الأكسجين أو لتحديد نسبة الكلور في العينات المائية.

## المبدأ

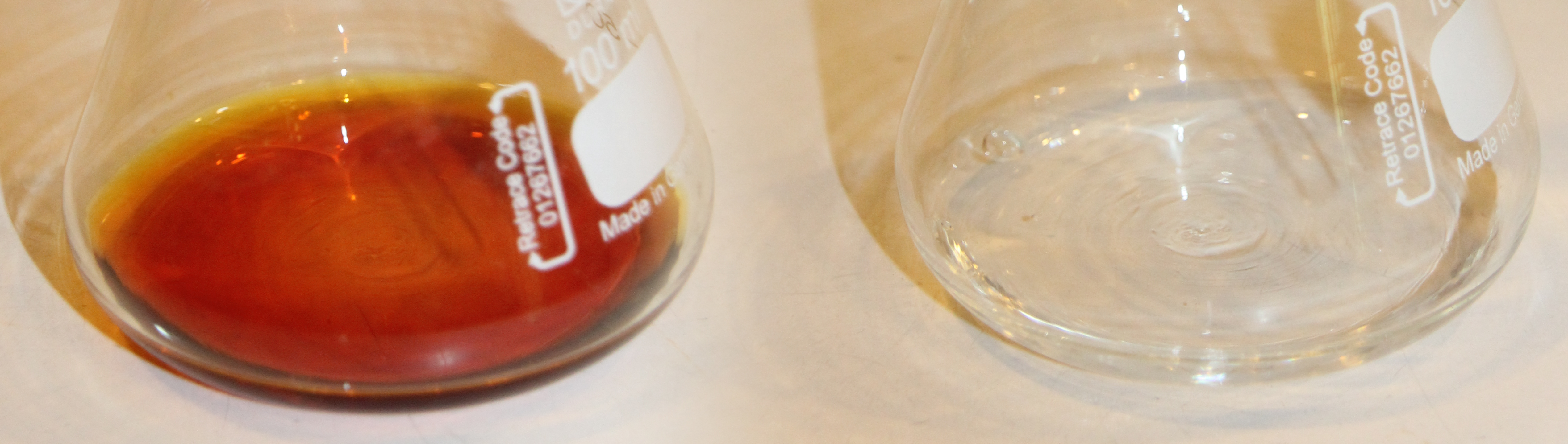
لون مزيج المعايرة اليودية قبل نقطة النهاية (يسار) وبعدها (يمين).

يعتمد مبدأ المعايرة على تحول أيونات اليوديد إلى اليود الحر أو العكس، وذلك حسب التفاعل المتوازن التالي:
{\displaystyle \mathrm {2I^{-}\rightleftharpoons I_{2}+2e^{-}} }
للقيام بالمعايرة يضاف اليوديد بكمية فائضة معلومة، فيقوم العامل المؤكسد المراد تحديد كميته والموجود في العينة بأكسدة اليوديد إلى يود حر. ينحل اليود الحر في محلول اليوديد الموجود في العينة لتتشكل أيونات ثلاثي اليوديد -I3 ذات اللون البني الغامق المميز كما في التفاعل:
{\displaystyle \mathrm {I_{2}+I^{-}\rightleftharpoons I_{3}^{-}} }
يعاير محلول أيونات ثلاثي اليوديد باستخدام محلول مقيّس من الثيوكبريتات بوجود مشعر من النشا. يعطي النشا بوجود اليود لون أزرق غامق، وعند المعايرة بمحلول الثيوكبريتات يتحول ثلاثي اليوديد إلى أيونات اليوديد مرة أخرى حسب التفاعل:
{\displaystyle \mathrm {I_{2}+2\ S_{2}O_{3}^{2-}\longrightarrow 2\ I^{-}+\ S_{4}O_{6}^{2-}} }
عندما يختفي اللون الأزرق ويصبح المحلول عديم اللون فذاك دليل على الوصول إلى نقطة التكافؤ.

## اقرأ أيضاً
- معايرة
- تحليل كمي
- منحنى المعايرة